# 東湊停留場
東湊停留場（ひがしみなとていりゅうじょう）は、大阪府堺市堺区にある阪堺電気軌道阪堺線の停留場。駅番号はHN26。

## 歴史
- 1912年（明治45年）4月1日：阪堺電気軌道により開業。
- 1915年（大正4年）6月21日：南海鉄道との合併により、同鉄道の駅となる。
- 1944年（昭和19年）6月1日：会社合併により近畿日本鉄道の駅となる。
- 1947年（昭和22年）6月1日：路線譲渡により南海電気鉄道の駅となる。
- 1980年（昭和55年）12月1日：路線譲渡により阪堺電気軌道の駅となる[1]。

## 停留場構造
新設軌道上の地上駅で、単式ホームが道路を挟んで互い違いに配置（千鳥式配置）されている。浜寺駅前方面のりばが春日通1丁、恵美須町方面のりばが八幡通1丁にある。
かつて、浜寺駅前方に片渡り線があり、区間運転折り返し用に使われていた。そのため、現在でも東湊行きの行き先方向幕が残っている。

## 停留場周辺
- 堺市立新湊小学校
- 泉州看護専門学校
- 堺山口病院
- 耳原総合病院
- 大阪信用金庫 東湊支店
- 堺湊郵便局
- 堺東湊郵便局
- JSSエビススイミングスクール
- 東湊ショッピングプラザ
- KINSHO東湊店
- 国道26号

## バス
最寄り停留所は、東湊電停前となる。以下の路線が乗り入れ、南海バスにより運行されている。
南海バス
- 21系統 南循環線
  - 左回り：塩穴通→堺東駅前→栄泰橋→御陵前→宿院→堺駅南口
  - 右回り：御陵前→大浜南町→堺駅南口→堺駅前

（主要停留所のみ抜粋）

## 隣の停留場
阪堺電気軌道
■阪堺線
御陵前停留場 (HN25) - 東湊停留場 (HN26) - 石津北停留場 (HN27)
- （）内は駅番号を示す。なお、駅番号HN27はナンバリング開始時は欠番であったが2015年（平成27年）2月1日に開業した石津北停留場に充てられた。